# Стрезовце (община Прешево)
 Тази статия е за селото в Прешевско, Сърбия.  За селото в Кумановско, Република Македония вижте Стрезовце.  
Стрезовце (на сръбски: Стрезовце или Strezovce; на албански: Strezoci) е село в Югоизточна Сърбия, Пчински окръг, община Прешево.

## История
В края на XIX век Стрезовце е село в Прешевска кааза на Османската империя. Според статистиката на Васил Кънчов („Македония. Етнография и статистика“) от 1900 година Стрезовци е населявано от 90 българи християни и 170 жители арнаути мохамедани. Според патриаршеския митрополит Фирмилиан в 1902 година в Стрезовце има 13 сръбски патриаршистки къщи.
Албанците в община Прешево бойкотират проведеното през 2011 г. преброяване на населението.
Според преброяването на населението от 2002 г. селото има 995 жители.

### Етнически състав
Данните за етническия състав на населението са от преброяването през 2002 г.
- албанци – 708 жители (71,16%)
- сърби – 272 жители (27,33%)
- мюсюлмани – 2 жители (0,20%)
- македонци – 2 жители (0,20%)
- други – 2 жители (0,20%)
- неизвестно – 9 жители (0,91%)